# 𞟠
Cette page contient des caractères éthiopiques. En cas de problème, consultez Aide:Unicode ou testez votre navigateur.
𞟠 (« hhyä » ou « ḥyä ») est un caractère utilisé dans l'alphasyllabaire éthiopien comme symbole de base pour représenter les syllabes débutant par le son /xʲ/.

## Usage
L'écriture éthiopienne est un alphasyllabaire ou chaque symbole correspond à une combinaison consonne + voyelle, organisé sur un symbole de base correspondant à la consonne et modifié par la voyelle. 𞟠 correspond à la consonne « hy » (ainsi qu'à la syllabe de base « hhyä »). Les différentes modifications du caractères sont les suivantes :
- 𞟠 : « hhyä », [xʲɛ]
- 𞟡 : « hhyu », [xʲu]
- 𞟢 : « hhyi », [xʲi]
- 𞟣 : « hhya », [xʲa]
- 𞟤 : « hhye », [xʲə]
- 𞟥 : « hhyə », [xʲɨ]
- 𞟦 : « hhyo », [xʲo]

## Historique
Le caractère 𞟠 est dérivé du ሐ.

## Représentation informatique
- Dans la norme Unicode, les caractères sont représentés dans la table relative à l'éthiopien étendu-B[1] :
  - 𞟠 : U+1E7E0, « syllabe éthiopienne hhä »
  - 𞟡 : U+1E7E1, « syllabe éthiopienne hhou »
  - 𞟢 : U+1E7E2, « syllabe éthiopienne hhi »
  - 𞟣 : U+1E7E3, « syllabe éthiopienne hha »
  - 𞟤 : U+1E7E4, « syllabe éthiopienne hhé »
  - 𞟥 : U+1E7E5, « syllabe éthiopienne hhe »
  - 𞟦 : U+1E7E6, « syllabe éthiopienne hho ».